# リチャード・マーティン (オーヴァーベリ・コートの初代準男爵)
初代準男爵サー・リチャード・ビダルフ・マーティン（Sir Richard Biddulph Martin, 1st Baronet、1838年5月12日 – 1916年8月23日）は、イングランドの銀行家、自由党（後には自由統一党）の政治家。庶民院議員を務めた。

## 略歴
マーティンは、グロスタシャー州テュークスベリー近郊のオーヴァーベリに屋敷オーヴァーベリ・コートを構えていた父ロバート・マーティン（Robert Martin、1808年8月14日 – 1897年3月17日）と妻メアリー・アン（Mary Ann、1892年11月24日没、コックス・ビダルフ社の銀行業務を担っていたジョン・ビダルフ (John Biddulph) の娘）の長男として、1838年5月12日に生まれた。父ロバート・マーティンは、後のマーティンズ銀行の前身であるグラスホッパー銀行 (the Grasshopper Bank) の共同経営者のひとりであった。
マーティンはハーロー校を経て、1856年5月13日にオックスフォード大学エクセター・カレッジに入学、1859年にB.A.、1863年にM.A.の学位を修得した。やがて母方の祖父の銀行で働き始めた。後にマーティンは、イギリス北ボルネオ会社や銀行家協会（the Institute of Bankers：後の London Institute of Banking & Finance の前身）の設立者のひとりとなった。このほか、ウスターシャー、グロスタシャー、ケント州の治安判事を務めた。
1864年8月25日、メアリー・フランシス・クロジアー（Mary Frances Crozier、リチャード・クロジアーの娘）と結婚した。
1868年イギリス総選挙で自由党候補としてイースト・ウスターシャー選挙区（2人区）から出馬したが、3,789票（得票数3位）で落選、1880年イギリス総選挙で自由党候補としてシティ・オブ・ロンドン選挙区（4人区）から出馬、5,837票（得票数5位）で落選した。
テュークスベリー選挙区における1880年4月の選挙結果が無効とされ、同年7月に補欠選挙が行われると、マーティンは三たび自由党候補として出馬、380票で当選した。マーティンの先祖には、議会に議席を占めていた者もいたが、リチャード・マーティンはテュークスベリー選挙区から選出された最後のマーティン家の議員となった。1885年の第3回選挙法改正でテュークスベリー選挙区の議会バラ (Parliamentary Borough) が廃止され、より広範囲に及ぶグロスタシャー州のカウンティ・ディヴィジョン (county division) に置き換えられた。
1885年イギリス総選挙では、マーティンは新設されたグロスタシャー州のテュークスベリー区域の選挙区には出馬せず、エセックス州のチェルムズフォード選挙区で立候補したが、3,079票で落選した。
アイルランド自治をめぐって自由党が分裂した際には、分離した側の自由統一党に加わり、1886年イギリス総選挙で同党からアシュバートン選挙区に立候補したが、3,007票で落選した。1892年イギリス総選挙でドロイトウィッチ選挙区から出馬、3,980票で当選した。1895年イギリス総選挙では無投票で、1900年イギリス総選挙では4,020票で再選した。
1905年12月12日、準男爵に叙された。マーティンは子を残さずに死去し、本人の死去とともに準男爵位は廃絶した。
マーティンは1906年から1907年まで、王立統計学会会長を務めた。